# Linia kolejowa nr 669
Linia kolejowa nr 669 – nieczynna, drugorzędna, jednotorowa, zelektryfikowana linia kolejowa łącząca stację Jaworzno Szczakowa JSE z posterunkiem odgałęźnym Pieczyska. 7 marca 2025 roku ogłoszono przetarg na przywrócenie linii do ruchu.